# Dinozé
Dinozé là một xã, nằm ở tỉnh Vosges trong vùng Grand Est của Pháp. Xã này có diện tích 2,89 kilômét vuông, dân số năm 1999 là 464 người. Xã này nằm ở khu vực có độ cao trung bình 342 m trên mực nước biển.

## Hành chính
| Danh sách các xã trưởng                |              |                  |      |         |
| Giai đoạn                              | Giai đoạn    | Tên              | Đảng | Tư cách |
| tháng 3 2001                           | tháng 3 2014 | François Picoche |      |         |
| tháng 3 1994                           | tháng 3 2001 | Annie Abalti     |      |         |
| Tất cả các dữ liệu trước đây không rõ. |              |                  |      |         |

## Biến động dân số
| 1962                                         | 1968 | 1975 | 1982 | 1990 | 1999 |
| -------------------------------------------- | ---- | ---- | ---- | ---- | ---- |
| 399                                          | 405  | 374  | 430  | 468  | 464  |
| Số liệu từ năm 1962: Dân số không tính trùng |      |      |      |      |      |